# جعبه (فیلم ۲۰۰۷)
«جعبه» (انگلیسی: The Box) یک فیلم است که در سال ۲۰۰۷ منتشر شد. از بازیگران آن می‌توان به گابریله یونیون، ای جی باکلی، جیانکارلو اسپوزیتو، روبرت فیتزگرالد دیگز، و جیسون وینستون جورج اشاره کرد.